# Bram Stoker
Abraham "Bram" Stoker (Clontarf, 8. studenog 1847. – London, 20. travnja 1912.) je irski pisac, autor možda najekraniziranijeg romana svih vremena, Drakula.